# Георги Стамов
Георги Николаев Стамов е български икономист и политик от „Продължаваме промяната“. Народен представител в XLVII народно събрание.

## Биография
Георги Стамов е роден на 15 август 1983 г. в град Кюстендил, Народна република България. Завършва Езикова гимназия „Доктор Петър Берон“ в родния си град.
На парламентарните избори през ноември 2021 г. като кандидат за народен представител е водач в листата на „Продължаваме промяната“ за 10 МИР Кюстендил, откъдето е избран.